# Amatu'l-Bahá Rúhíyyih Khanum

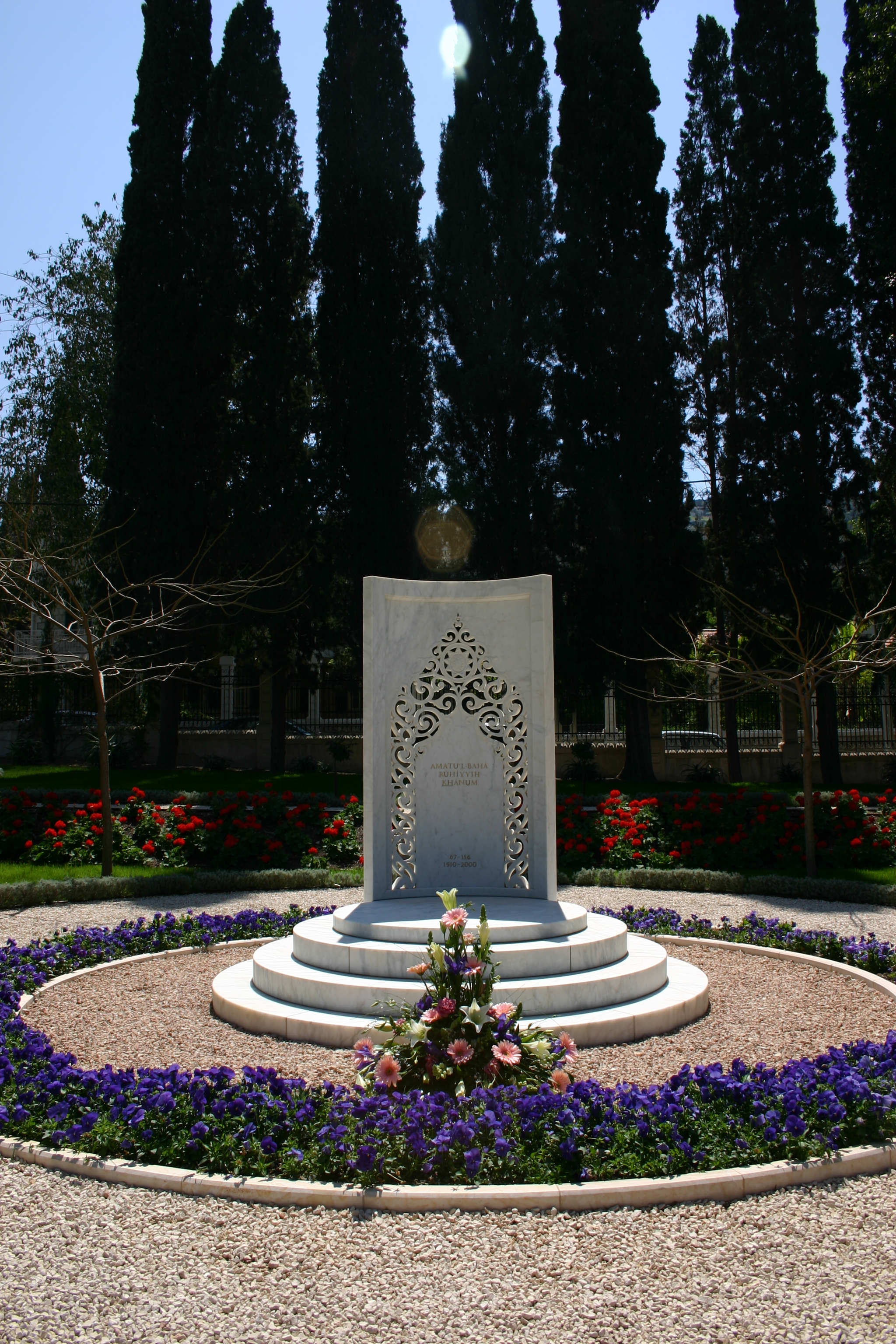
Grafmonument in Haifa, Israël.

Mary Sutherland Maxwell (New York, 8 augustus 1910 - Haifa, 19 januari 2000) was een vooraanstaand lid van de bahá'í-gemeenschap. In de gemeenschap nam ze de naam Amatu'l-Bahá Rúhíyyih Khanum aan,
Mary werd geboren in New York, maar groeide op in Montreal. Na enkele reizen naar Haifa, Israël, engageerde ze zich in vele jongerenactiviteiten van de Bahá'í-gemeenschap.
In 1937 huwde ze met de behoeder van het bahá'í-geloof, Shoghi Effendi. Tijdens hun huwelijk gaf Shoghi Effendi haar de naam Amatu'l-Bahá Rúhíyyih Khanum. Zij nam de taak op zich om hem te assisteren. In 1952 werd ze benoemd tot Hand van de Zaak. De Handen van de Zaak hebben als taak de uitbreiding en bescherming van het geloof. Toen de behoeder in 1957 overleed, was zij de enige resterende link van de bahá'ís met de familie van Bahá'u'lláh, die het geloof geleid hadden van 1892 tot 1921 ('Abdu'l-Bahá) en van 1921 tot 1957 (Shoghi Effendi).
Hierna reisde ze naar meer dan 185 landen om de miljoenen aanhangers van het geloof te helpen consolideren in de mondiale bahá'í-gemeenschap. Ze moedigde vooral jongeren aan om deel te nemen aan het gemeenschapsleven.

## Bron
- Smith, P. (1999). A Concise Encyclopedia of the Bahá'í Faith. Oneworld Publications, Oxford, UK. ISBN 1851681841.

## Verder lezen
- Nakhjavani, Violette (2000). Tribute to Amatu'l-Baha Rúhíyyih Khánum, A. Baháʼí Canada Publications & Nine Pines Publishing, Ottawa, Canada. ISBN 0-88867-105-9.
- Ruhiyyih Khanum op Bahá'í Library